# Rejon ławoczniański
Rejon ławoczniański (ukr. Лавочнянський район) – dawna jednostka podziału administracyjnego Ukraińskiej Socjalistycznej Republiki Radzieckiej w Związku Socjalistycznych Republik Radzieckich w 1940 roku. Należał do obwodu drohobyckiego. Siedziba władz rejonu znajdowała się w Ławocznem.
Rejon ławoczniański został utworzony 17 stycznia 1940 na podstawie dekretu Prezydium Rady Najwyższej USRR o podziale na rejony zachodnich obwodów USRR, kiedy to w obwodzie drohobyckim utworzono 30 rejonów, między innymi ławoczniański. Rejon objął obszary zniesionych gmin Ławoczne, Koziowa (bez gromady Korostów), Sławsko i Tucholka, należące przed wojną do powiatu stryjskiego w województwie stanisławowskim. Był to rejon górski, położony na samym południu obwodu drohobyckiego.
11 listopada 1940 siedzibę rejonu ławoczniańskiego przeniesiono z Ławocznego do Sławska, przekształcając jednostkę w rejon sławski.